# Tilemann Hesshusius
Tilemann Heshusius (també Hesshus, Heßhusen, Hess Husen, Heshusen) (Wesel (Rin del Nord-Westfàlia), 3 de novembre, 1527 — Helmstedt (Baixa Saxònia), 25 de setembre, 1588), va ser un teòleg gnesio-luterà i reformador protestant.
Després d'haver freqüentat diverses universitats i en particular la de Wittemberg, el 1553 fou nomenat superintendent de Goslar; però a causa del seu indòmit caràcter i la seva mania reformista, va haver d'abandonar la ciutat en 1556. Predicador de Rostock, va excomunicar al burgomaestre, pot ser expulsat de la població i va tornar a Wittemberg.
El 1558, sent primer professor de teologia a Heidelberg i superintendent general del Palatinat, fou deposat d'aquests càrrecs el 1559 pel seu temperament bel·licós. Més tard va ser nomenat superintendent a Brema, on va fer campanya contra Hardenberg. A causa de la seva violenta polèmica contra el sinergisme, el 1562 va ser bandejat de Magdeburg (on s'havia traslladat des de Brema perquè el Consell de la ciutat havia posat objeccions a les disposicions que Heshusius dictés contra els cripto-calvinistes), i el 1569 se li va confiar un càtedra de teologia a Jena; però tampoc allà va poder romandre per molt de temps, a causa de la violenta controvèrsia que va iniciar amb Strigel i Flaci.
El 1574 fou nomenat bisbe de Samland, però el 1577 fou desposseït de la dignitat per pertorbador de la tranquil·litat pública i propagador d'errors, i fou nomenat professor de teologia a Helmstedt, ciutat on va morir.